# Rainfarnrauke
Die Rainfarnrauke (Descurainia tanacetifolia), auch Farnrauke genannt, ist eine Pflanzenart aus der Gattung der Besenrauken (Descurainia) innerhalb der Familie der Kreuzblütengewächse (Brassicaceae).

## Beschreibung

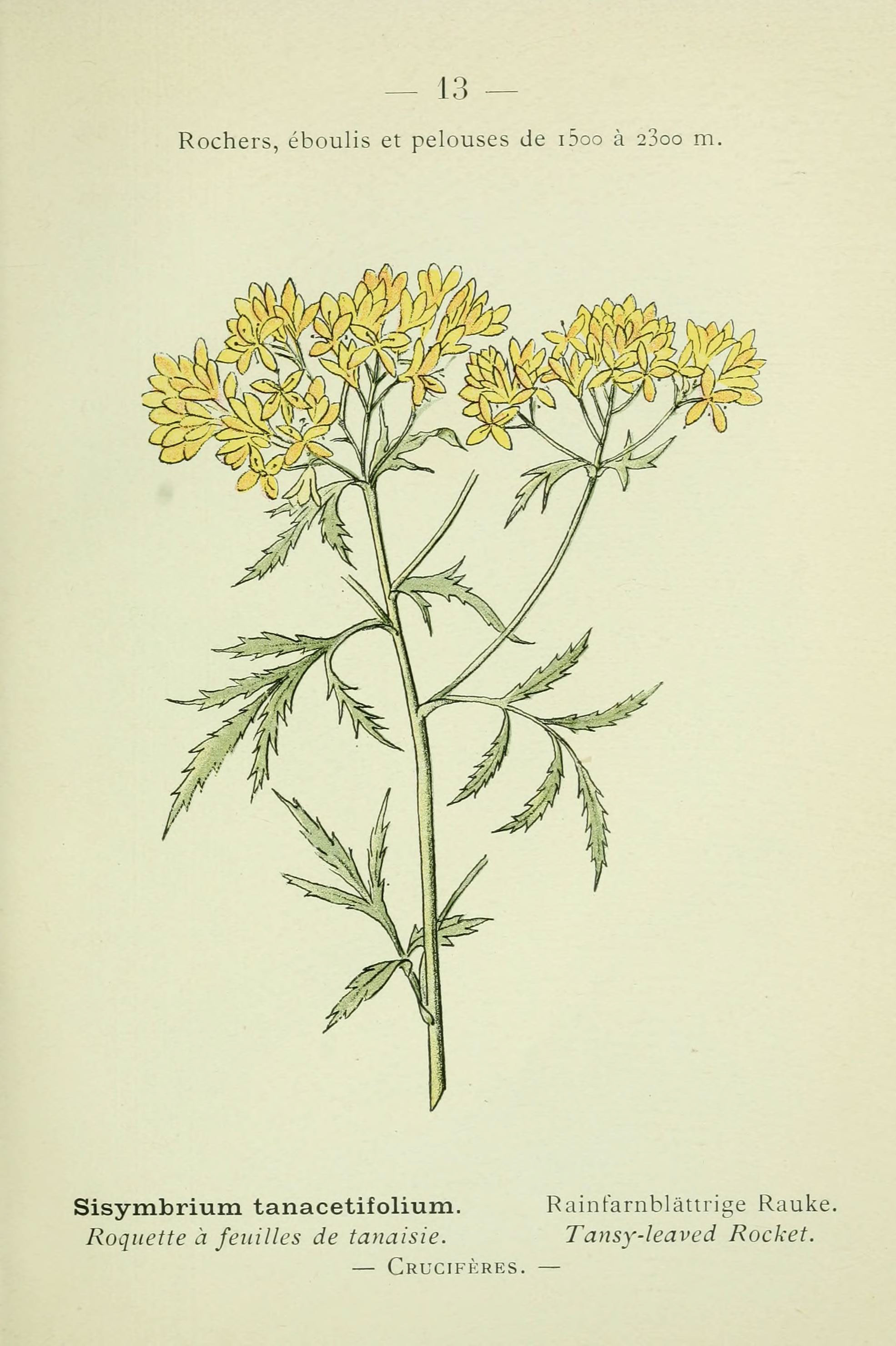
Illustration aus Nouvelle flore coloriée de poche des Alpes et des Pyrénées

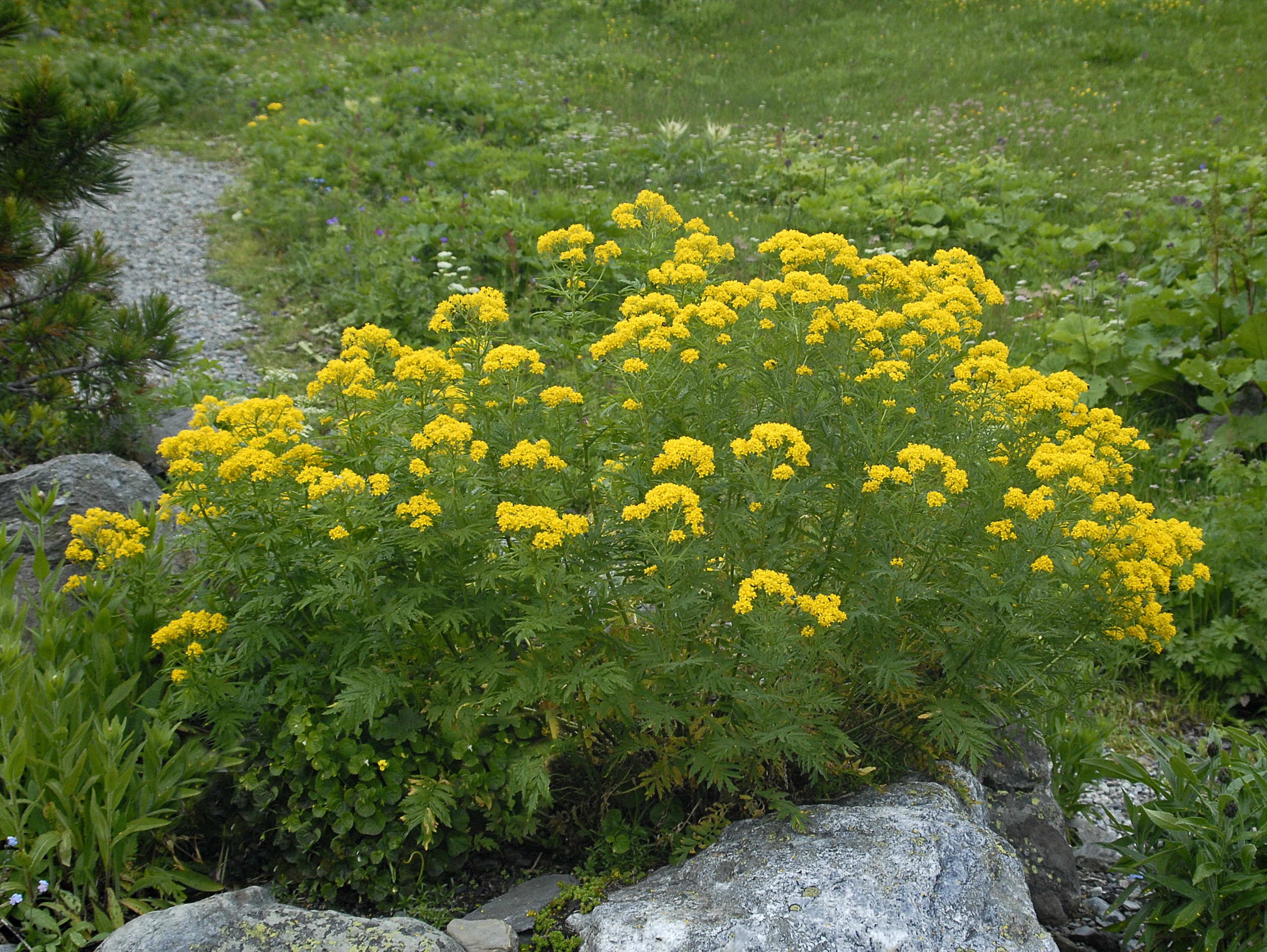
Habitus

### Vegetative Merkmale
Die Rainfarnrauke ist eine ausdauernde krautige Pflanze, die Wuchshöhen von 20 bis 100 Zentimetern erreicht. Der selbstständig aufrechte, rispig verzweigte Stängel ist stielrund, unterwärts blattlos, oberwärts reich beblättert und sehr fein sternhaarig flaumig bis fast kahl. Die Sternhaare sind vier- bis sechs-strahlig.
Die wechselständig angeordneten Laubblätter sind gestielt oder die oberen sitzend. Die graugrüne Blattspreite ist bei einer Länge von bis 15 Zentimetern im Umriss eiförmig-elliptisch und tief fiederschnittig mit jederseits fünf bis zehn Blattzipfeln. Die Zipfel sind zugespitzt, scharf eingeschnitten gesägt, die oberen sind oft ineinanderfließend.

### Generative Merkmale
Die Blütezeit reicht von Juli bis August. Der endständige, rispige Gesamtblütenstand besteht aus seitenständigen doldentraubigen Teilblütenständen und enthält viele Blüten. Die Blütenstiele sind länger als die Blüten.
Die zwittrigen Blüten sind vierzählig. Die Kelchblätter sind bei einer Länge von 2 bis 3 Millimetern schmal-elliptisch Die goldgelben Kronblätter sind bei einer Länge von 3 bis 4 Millimetern schmal verkehrt-eiförmig mit keilförmig verschmälerter Basis und  gerundetem oberen Ende.
Die Frucht ist vierkantig und bei einer Länge von 7 bis 12 Millimetern keulenförmig mit kurzem Griffel. Nur zwei bis vier  Samen pro Fruchtfach sind einreihig angeordnet.
Die Chromosomenzahl beträgt 2n = 14 oder 16.

## Vorkommen
Die Rainfarnrauke kommt nur in Spanien, Frankreich, in der Schweiz und in Italien vor. In der Schweiz kommt die Rainfarnrauke im Wallis in Höhenlagen von 1800 bis 2300 Metern vor. Im Aostatal steigt sie sogar bis 2500 Meter Meereshöhe auf.
Sie gedeiht auf frischen, nährstoffreichen und stickstoffreichen Lehmböden. Die ökologischen Zeigerwerte nach Landolt et al. 2010 sind in der Schweiz: Feuchtezahl F = 3+ (feucht), Lichtzahl L = 3 (halbschattig), Reaktionszahl R = 3 (schwach sauer bis neutral), Temperaturzahl T = 2 (subalpin), Nährstoffzahl N = 4 (nährstoffreich), Kontinentalitätszahl K = 2 (subozeanisch).
Die Rainfarnrauke gedeiht in staudenreichen Ruderalgesellschaften und ist eine Charakterart des Verbands Chenopodion subalpinum. Sie kommt auch in Hochstaudenfluren des Verbands Adenostylion vor.

## Systematik

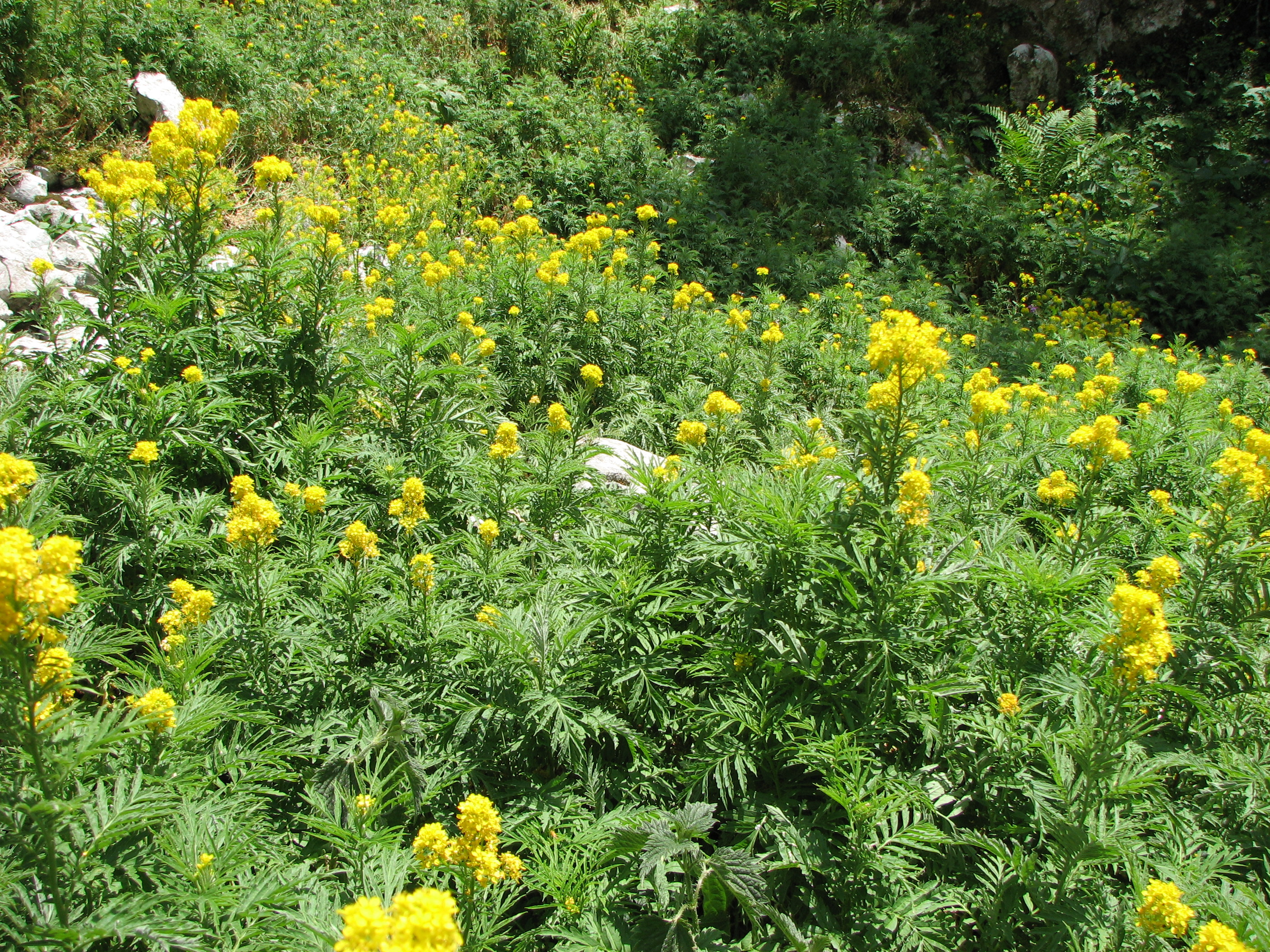
Descurainia tanacetifolia subsp. suffruticosa

Die Erstveröffentlichung erfolgte 1753 unter dem Namen (Basionym) Sisymbrium tanacetifolium durch Carl von Linné in Species Plantarum, Tomus II, S. 659. Die Neukombination zu Descurainia tanacetifolia (L.) Prantl wurde 1892 durch Carl Prantl in Adolf Engler und Carl Prantl: Die natürlichen Pflanzenfamilien, Band 3, 2, S. 192 veröffentlicht. Ein weiteres Synonym für Descurainia tanacetifolia (L.) Prantl ist Hugueninia tanacetifolia (L.) Rchb.
Je nach Autor gibt es von Descurainia tanacetifolia etwa zwei Unterarten:
- Descurainia tanacetifolia (L.) Prantl subsp. tanacetifolia
- Descurainia tanacetifolia subsp. suffruticosa (H.J.Coste & Soulié) Jauzein (Syn.: Sisymbrium tanacetifolium var. suffruticosum H.J.Coste & Soulié): Sie kommt in Spanien und in Frankreich vor.